# St-Étienne (Vignory)

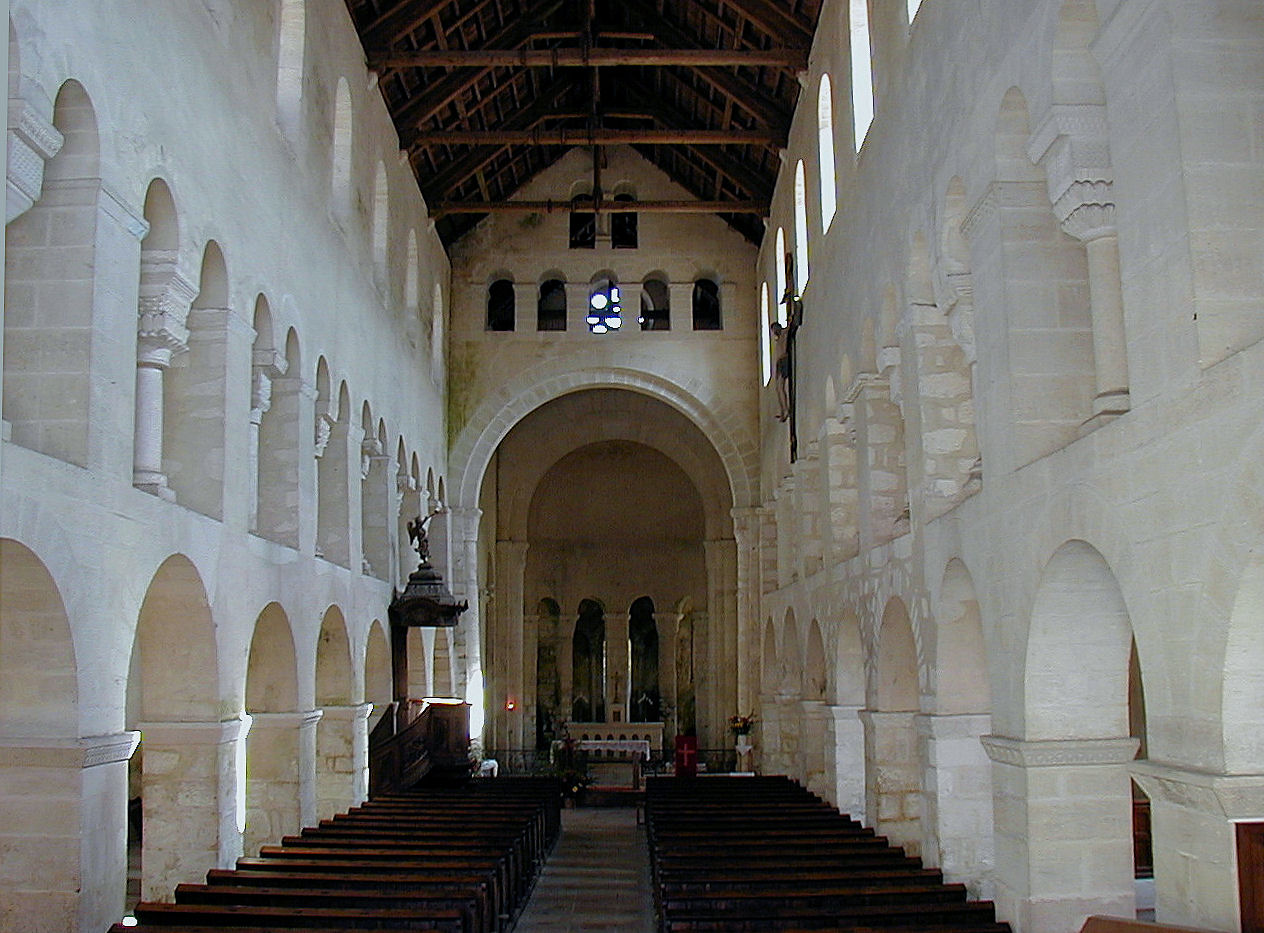
Mittelschiff zum Chor

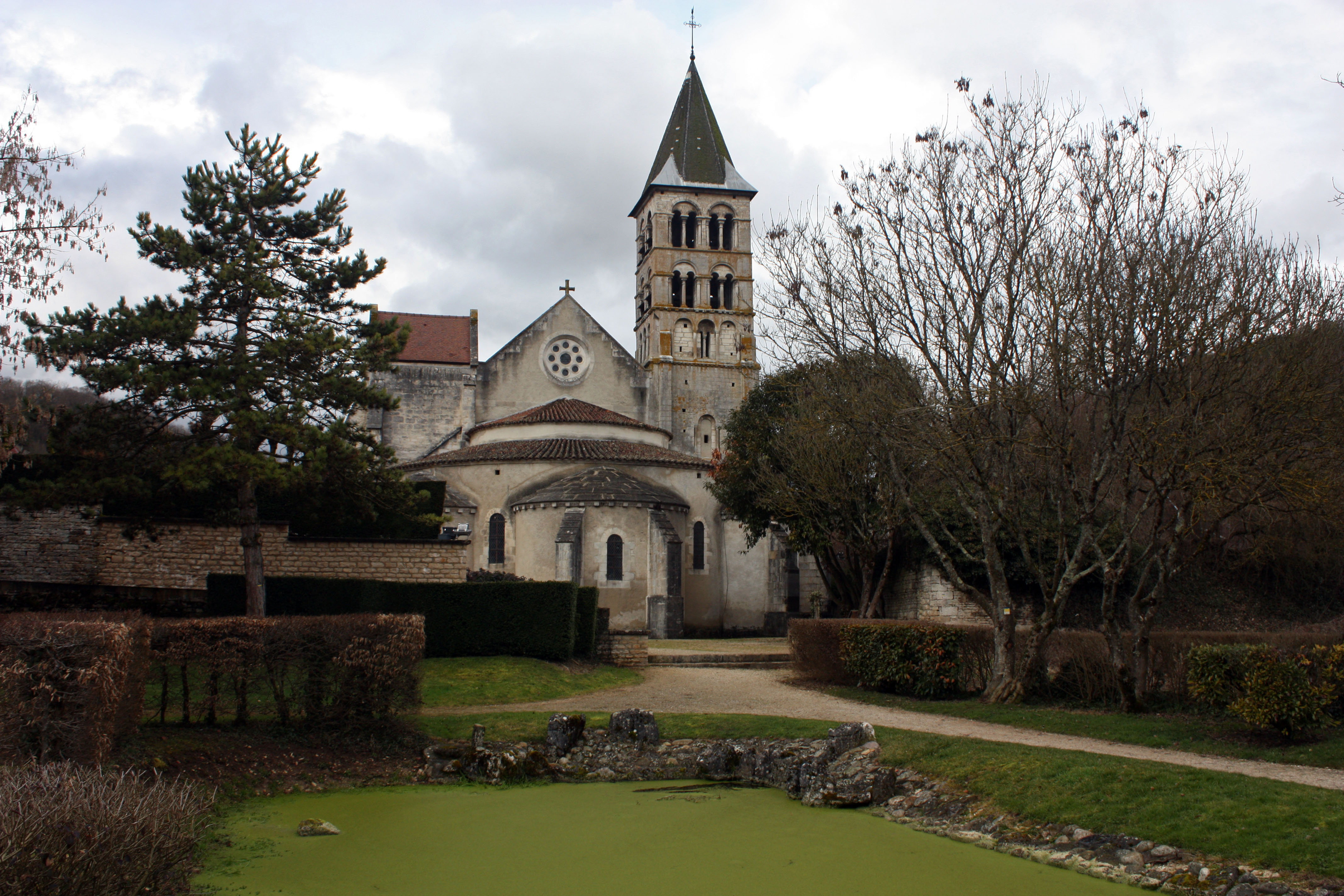
Ansicht von Osten

Saint-Étienne in Vignory im Département Haute-Marne ist einer der bedeutendsten romanischen Sakralbauten des 11. Jahrhunderts in der oberen Champagne und eine Station auf dem Jakobsweg.

## Geschichte
Guy I. von Vignory gründete zu Beginn des 11. Jahrhunderts zu Füßen seiner Burg eine erste Kirche, der er 1032 ein Kollegialstift anschloss. Sein Sohn Roger I. vergrößerte die Kirche und stiftete sie vor 1049 der Benediktinerabtei Saint-Bénigne in Dijon. Die Weihe des Neubaus ist auf einen 25. Mai zwischen 1051 und 1057 zu datieren. Im 12. Jahrhundert wurde der Nordturm aufgestockt, im 13., 14. und 15. Jahrhundert erfolgten mehrere kleine Um- und Anbauten, durch die der romanische Charakter nur unwesentlich verändert wurde. In den folgenden Jahrhunderten wurde die Kirche nur notdürftig instand gehalten. In der Französischen Revolution wurde das Kloster schließlich aufgehoben. Durch Émile Boeswillwald, einen Schüler Viollet-le-Ducs, erfolgte in den Jahren 1874 bis 1863 eine erste grundlegende Restaurierung.

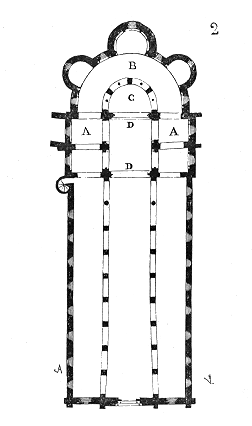
Grundriss

## Bauwerk

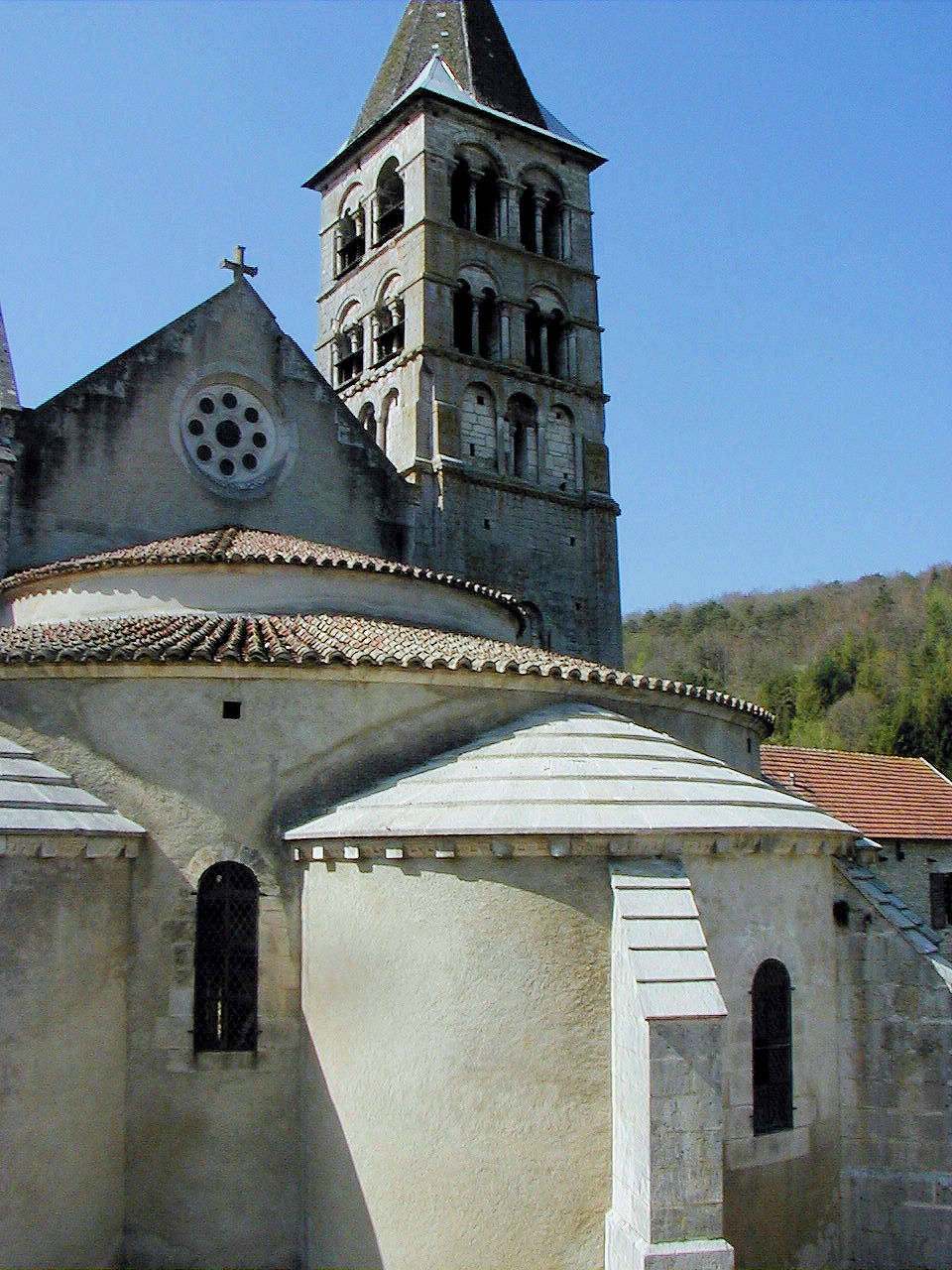
Chorhaupt

Die Kirche ist eine ungewölbte, querhauslose, dreischiffige Pfeilerbasilika mit Chorumgang und Kapellenkranz, in der Substanz im Wesentlichen aus der ersten Hälfte des 11. Jahrhunderts. Das Mittelschiff ist in der Hochwand dreiteilig gegliedert: Über den Arkaden liegen auf Pfeilern Scheinemporen (ihre Arkaden öffnen sich nicht zu begehbaren Emporen, sondern zu den Seitenschiffen) aus Doppelarkaden auf Säulen mit unterschiedlich gestalteten Kapitellen und Kämpferplatten, darüber die Obergaden. Diese Gliederung dient der „Entmassung“ der Wand und ist präformativ für die französische Gotik. Vergleichbar sind hier die Abteikirchen von Saint Rémi in Reims und Montier-en-Der, beide in der Champagne. Frappierend ist die Ähnlichkeit zur späteren Abteikirche Sant’Antimo in der Toskana, die sowohl Grund- und Aufriss als auch den Außenbau betrifft. Derartige Scheinemporen sind lediglich aus der Kirche Notre-Dame de Châtel-Montagne in der Region Auvergne bekannt. 
Im letzten Joch vor dem Chor sind die Pfeiler in den Seitenschiffsarkaden wie an den Scheinemporen rund ausgebildet. Das ungewölbte Schiff ist nicht flachgedeckt, sondern öffnet sich zum Dachstuhl. Dies scheint bereits im Ursprungsbau so konzipiert gewesen zu sein, da sich zum Vorchor über dem von Pfeilern mit Halbsäulen getragenen Triumphbogen Arkadenfenster öffnen, über denen auf Dachstuhlhöhe eine Doppelarkade liegt. Die Apsis im Chor und der Chorumgang mit drei Radialkapellen sind gewölbt, zum Umgang öffnen sich schmale Arkaden über schlanken abwechselnd quadratisch und rund gemauerten Pfeilern. Im Vorchor (ohne Scheinemporen) öffnen sich höhere Arkaden auf Vierkantpfeilern mit Säulchen zu den Seitenschiffen. Kleine Säulchen finden sich auch an den Fensteröffnungen des Chorumgangs und der Vorchorseitenschiffe. Unter diesen Fenstern sind die Wände durch Blendarkaden mit freistehenden Säulchen gegliedert. Auch dies ist präformativ für die Auflösung der Wand in der Gotik.

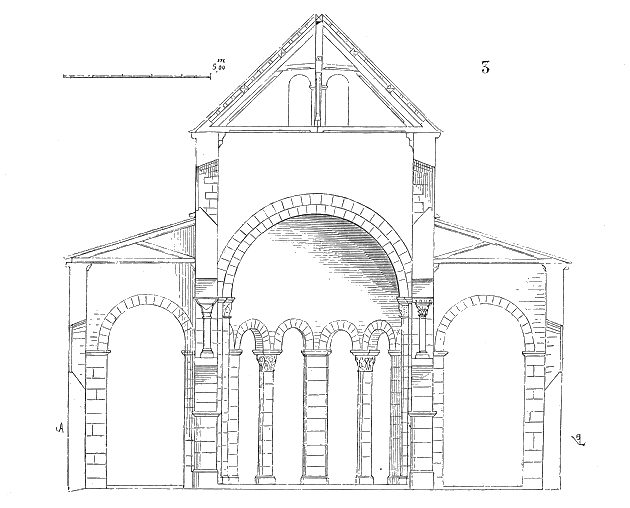
Aufriss, Grafik 1857, Scheinemporen
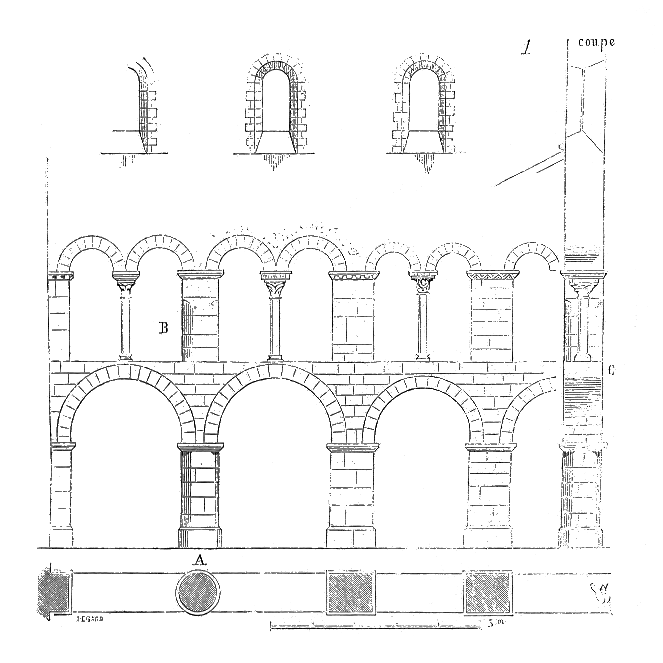
Wandaufriss, Grafik 1857
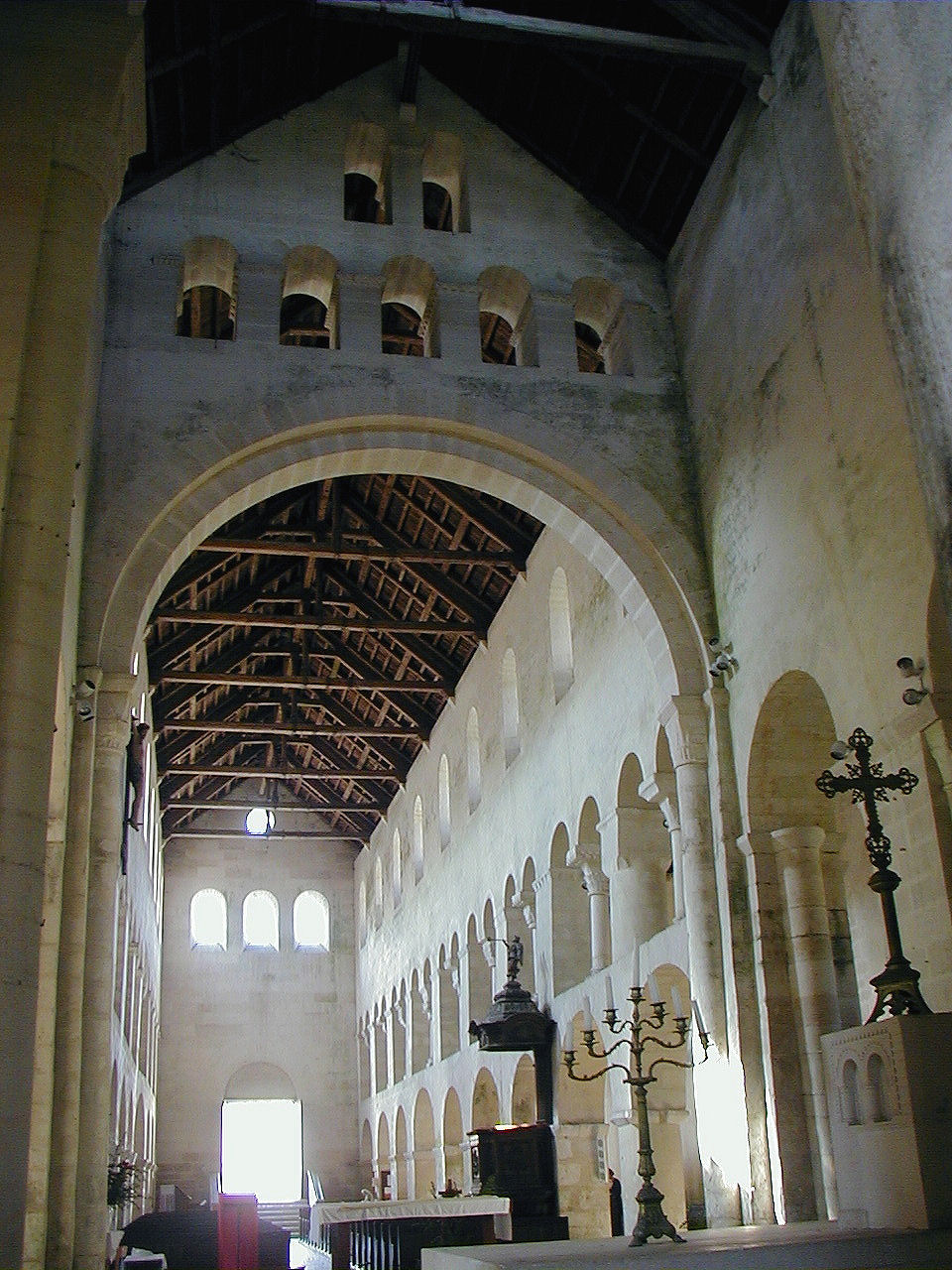
Mittelschiff aus Chor
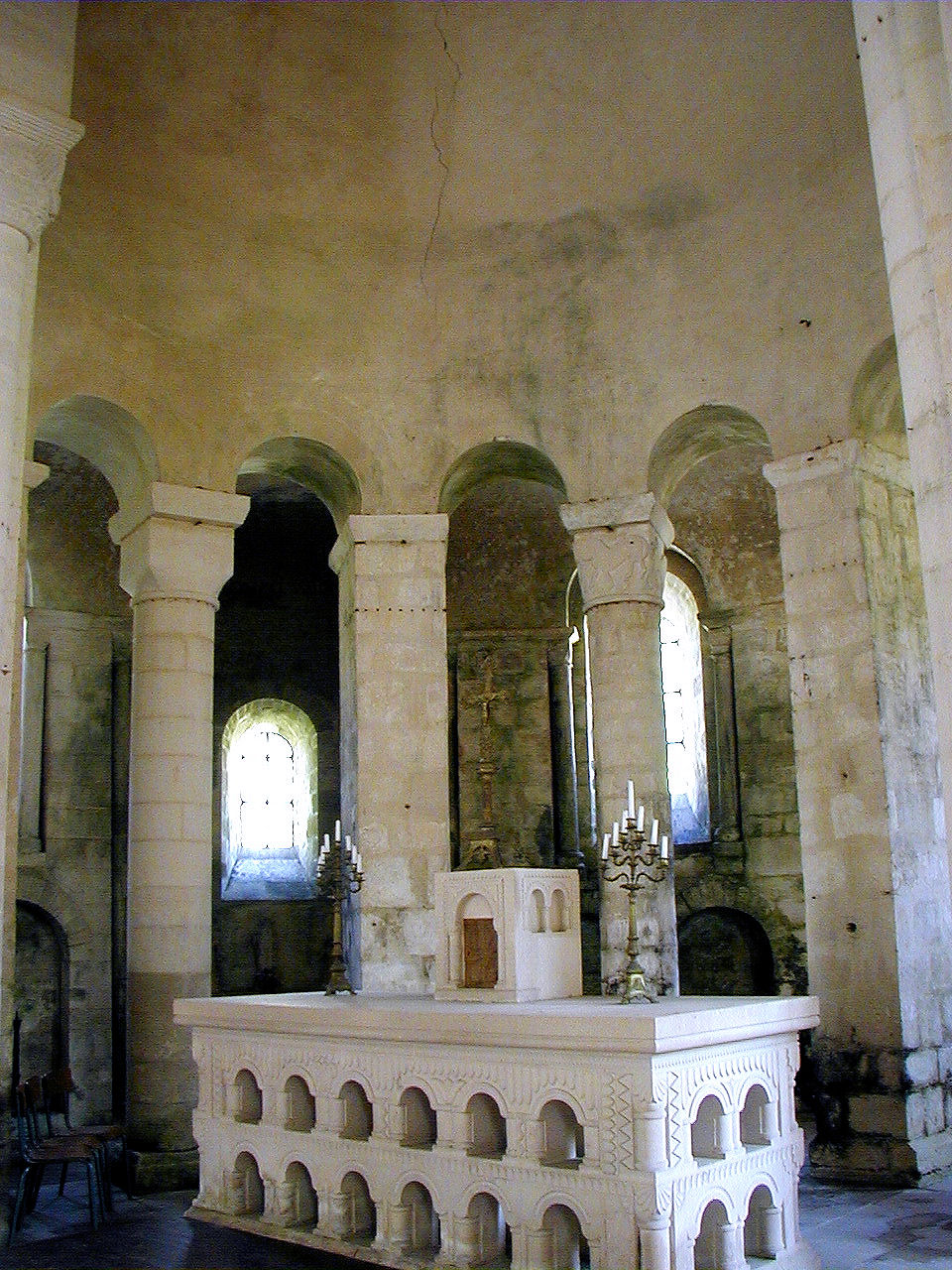
Umgangschor
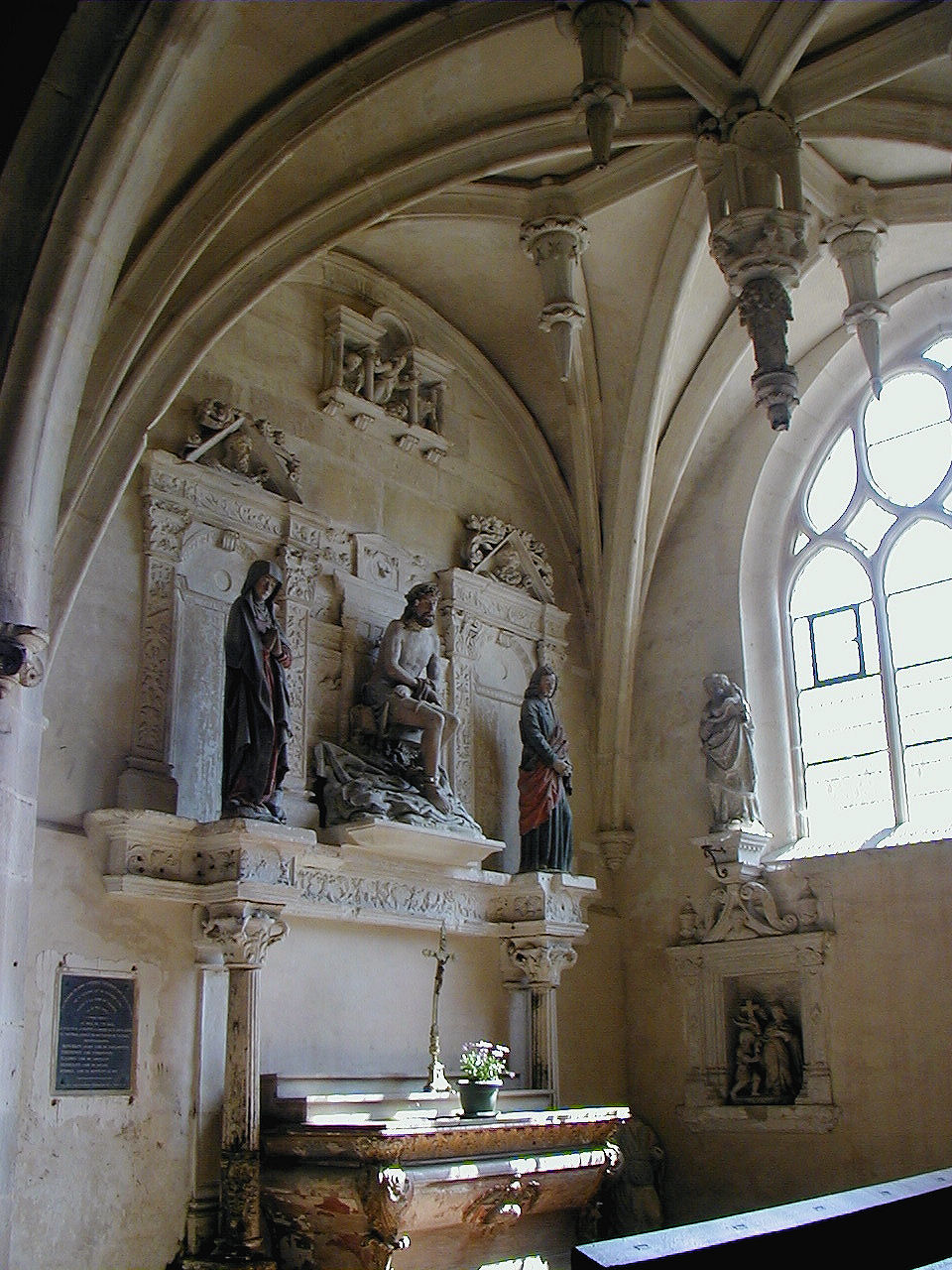
Renaissancekapelle

## Ausstattung

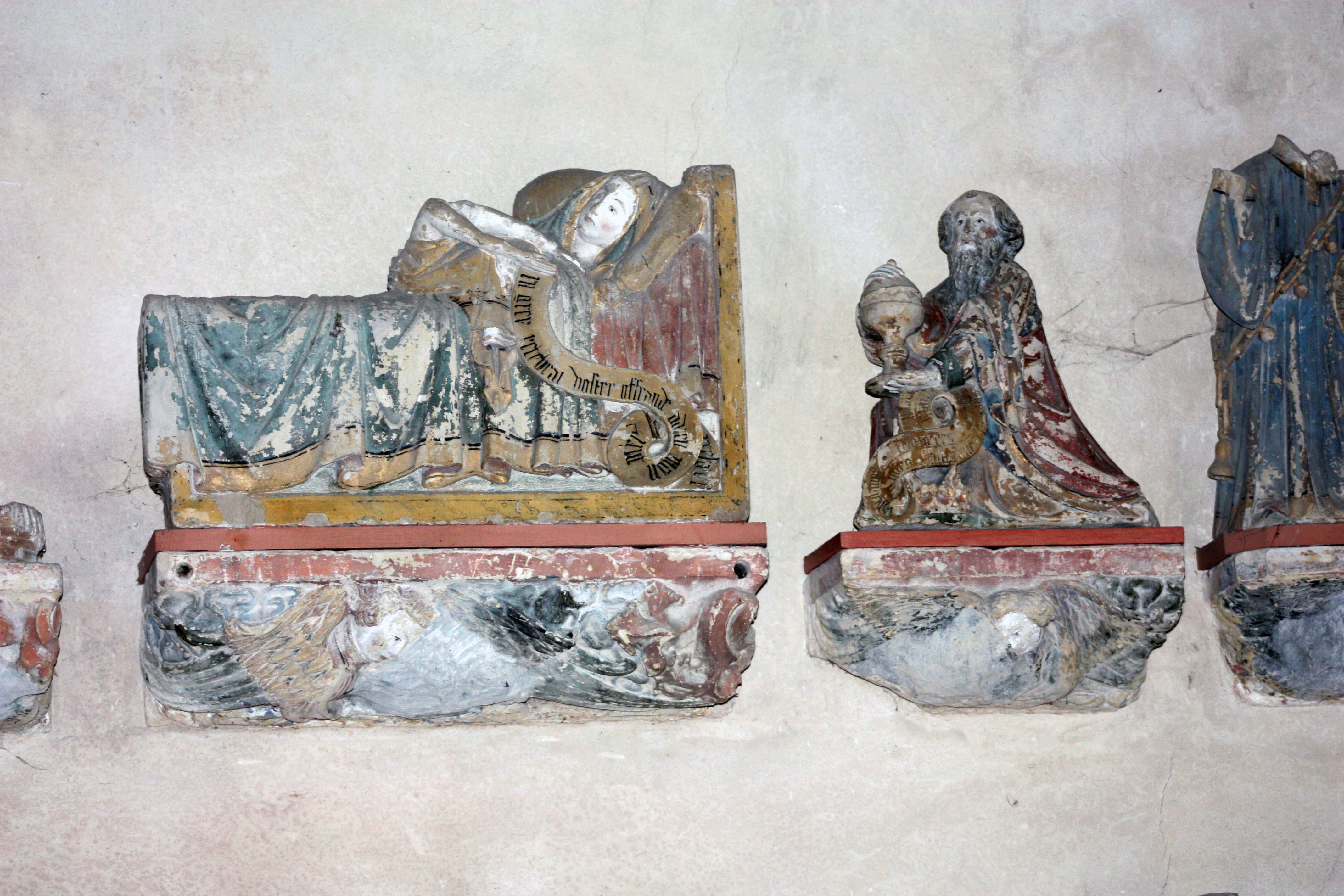
Spätgotische Skulpturen

Von der Ausstattung ist insbesondere eine Reihe spätgotischer Skulpturen zu erwähnen, die einer südchampagnesken, burgundisch gefärbten Retabelwerkstatt des 2. und 3. Jahrzehnts des 15. Jahrhunderts zuzuordnen ist.